# UEFA Euro 2012 (jogo eletrônico)
UEFA Euro 2012 é um jogo eletrônico de futebol que foi lançado em abril de 2012, o jogo oficial da edição de 2012 do Campeonato Europeu de Futebol, produzido pela EA Canada e publicado pela EA Sports. Ao contrário dos outros jogos da Euro lançados anteriormente, este foi lançado como um Conteúdo para download para FIFA 12 e não como um jogo novo. Para ser jogado o jogador precisava de uma conexão de internet, uma conta Origin e o Passe Online de FIFA 12.